# Músculo braquiorradial
O braquiorradial é um músculo do antebraço que age na flexão dele no cotovelo. Também é capaz de promover a pronação e supinação, dependendo da posição do antebraço. Está ligado ao processo estilóide do rádio, e à crista supra-epicondilar lateral do úmero.

## Embriogênese
Origina-se do mesênquima da camada somática do mesoderma lateral do embrião.

## Ação
O braquiorradial flexiona o antebraço no cotovelo. Quanto o antebraço está em posição pronada, o braquiorradial tende a supiná-lo enquanto flexiona. Na posição supinada, ele tende à pronação quando flexiona.
O braquiorradial é um flexor forte do cotovelo quando o antebraço está em uma posição intermediária entre a supinação e a pronação. Quando pronado, o braquiorradial é mais ativo na flexão do cotovelo, já que o bíceps braquial está numa desvantagem mecânica.

## Imagens Adicionais

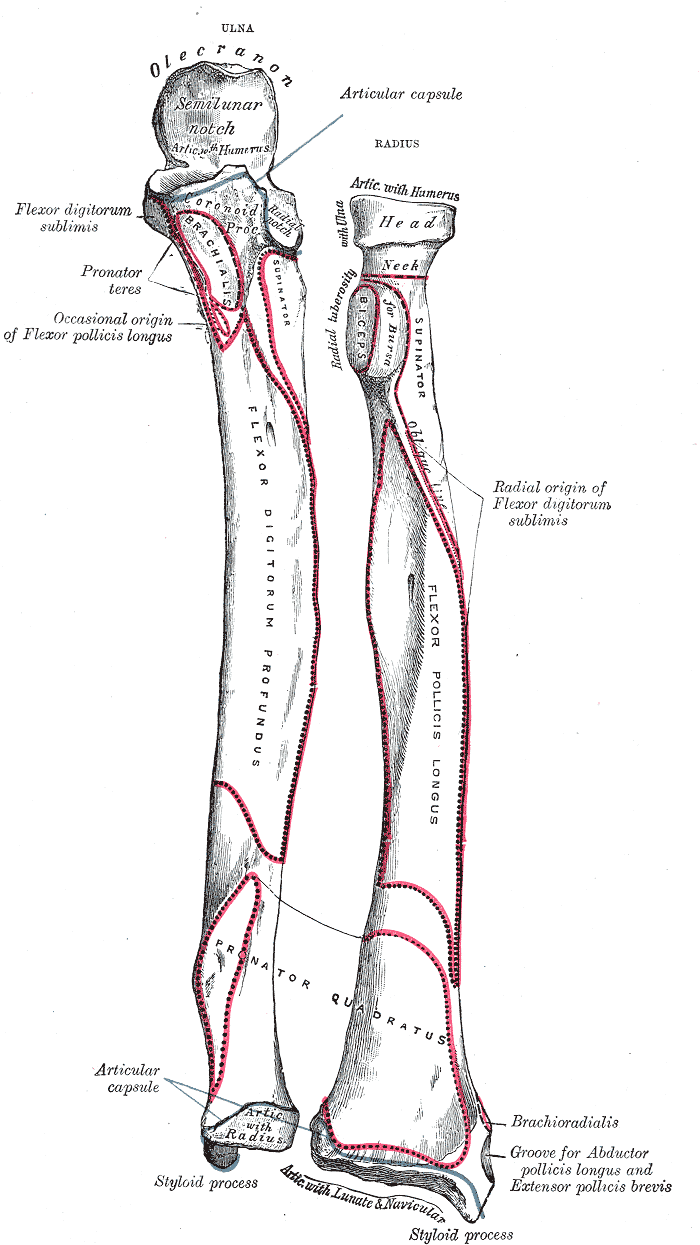
Ossos do antebraço esquerdo. Aspecto anterior.
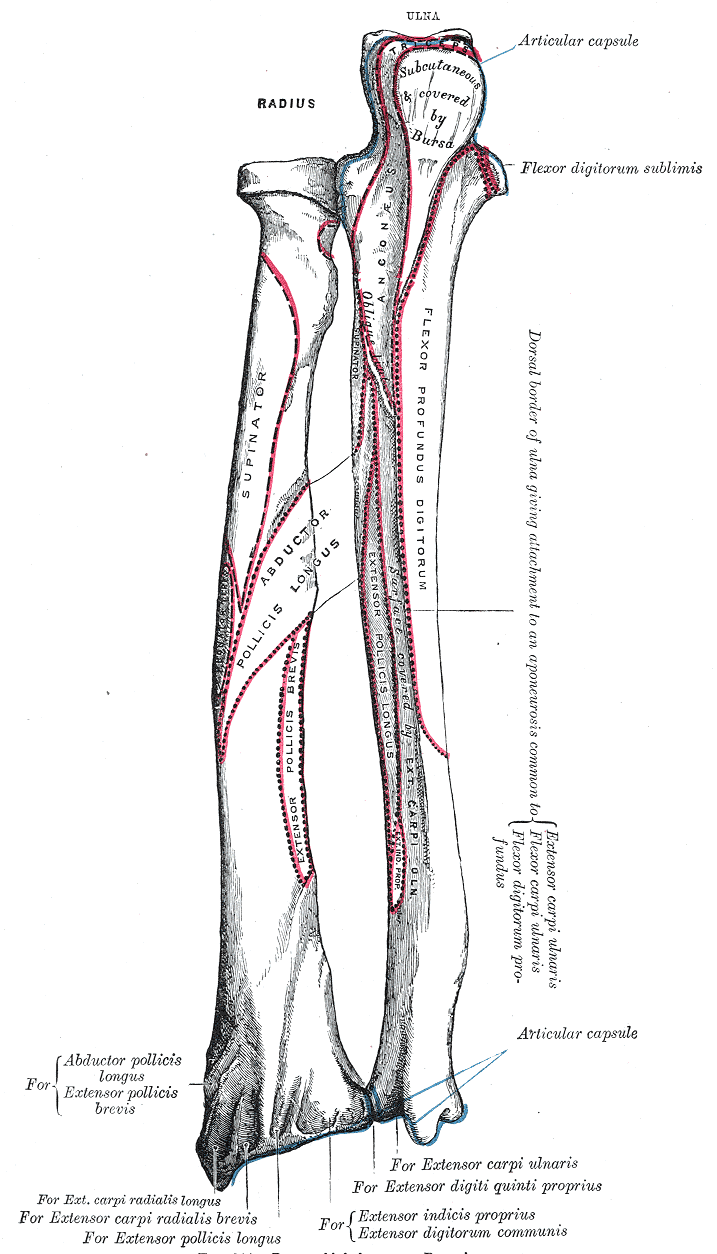
Ossos do antebraço esquerdo. Aspecto posterior.
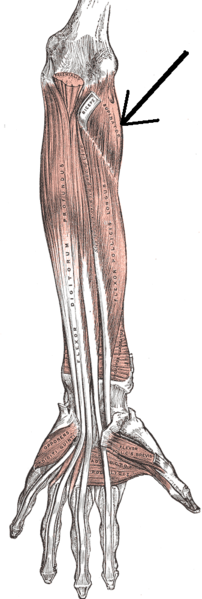
Visão frontal dos ossos do antebraço esquerdo. Músculos dorsais profundos.
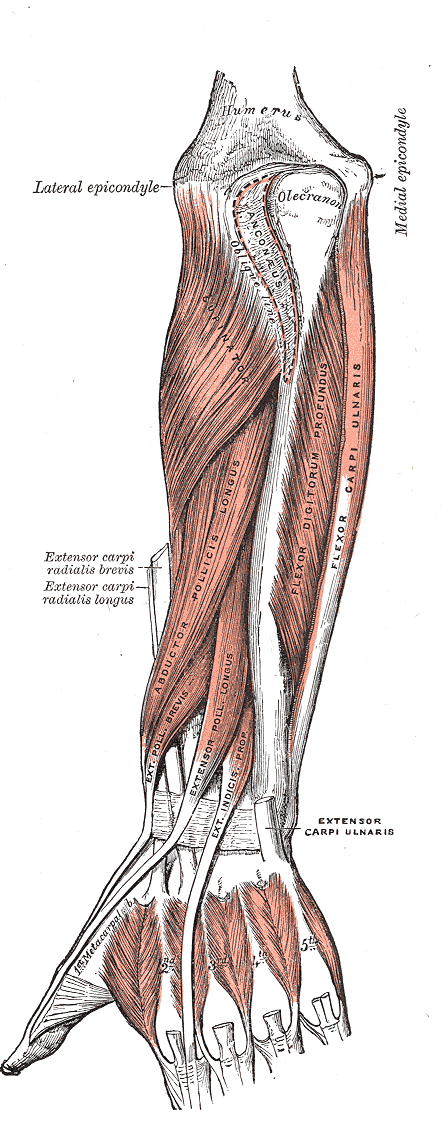
Visão posterior do antebraço. Músculos dorsais profundos.
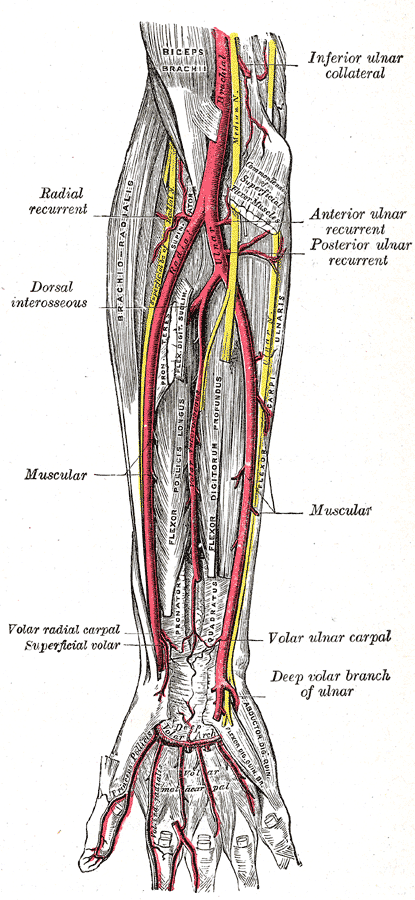
Artérias ulnar e radial. Visão profunda.
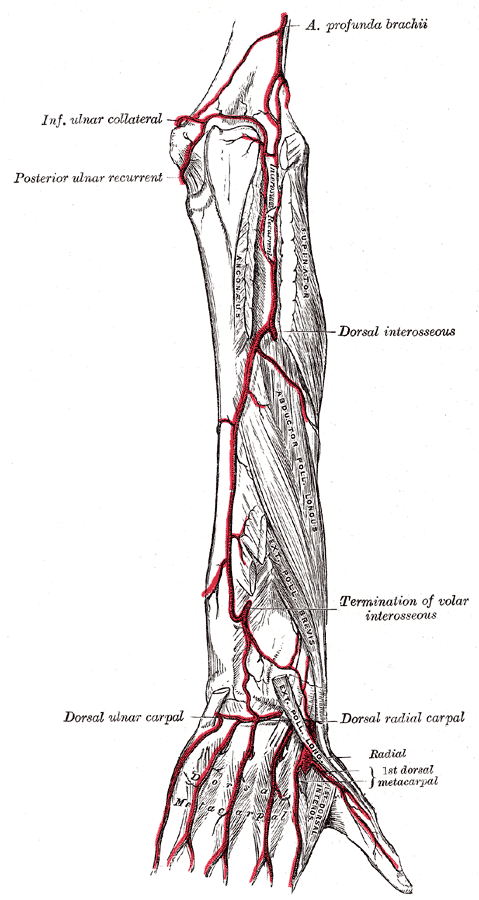
Artérias da parte posterior do antebraço e mão.